# Lijst van voorzitters van de Kamer van Afgevaardigden (Luxemburg)
De voorzitter van de Kamer van Afgevaardigden (Duits: Präsident der Abgeordnetenkammer, Frans:  Président de la Chambre des Députés, Luxemburgs: Chamberpresidenten) zit de vergaderingen van de Kamer van Afgevaardigden voor, het eenkamerparlement van het Groothertogdom Luxemburg.
Tijdens een reces, de periode waarin het parlement geen geplande vergaderingen heeft, kent de Kamer van Afgevaardigden formeel geen voorzitter, maar in praktijk blijkt daar niets van.

## Lijst van voorzitters van de Kamer van Afgevaardigden
| Persoon | Persoon                                     | Ambtstermijn     | Partij |
| ------- | ------------------------------------------- | ---------------- | ------ |
|         | Charles Metz                                | 1848 - 1853      |        |
|         | Théodore Pescatore                          | 1853 - 1854      |        |
|         | Victor baron de Tornaco                     | 1855 - 1856      |        |
|         | Jean-Mathias Wellenstein                    | 1857 - 1858      |        |
|         | Jean-Pierre Toutsch                         | 1858 - 1859      |        |
|         | Victor baron de Tornaco                     | 1859 - 1860      |        |
|         | Norbert Metz                                | 1860 - 1861      |        |
|         | Théodore Pescator                           | 1861 - 1866      |        |
|         | Michel Witry                                | 1866 - 1867      |        |
|         | Jean-Pierre Toutsch                         | 1867 - 1869/1870 |        |
|         | Paul de Scherff                             | 1869/1870 - 1872 |        |
|         | Félix baron de Blochausen/Jean-Pierre Foehr | 1872 - 1875      |        |
|         | Jacques Gustave Lessel                      | 1875 - 1866      |        |
|         | Zénon de Muyser                             | 1886 - 1887      |        |
|         | Emmanuel Servais                            | 1887 - 1890      |        |
|         | Théodore Willibrord de Wacquant             | 1890 - 1896      |        |
|         | Charles-Jean Simons                         | 1896 - 1905      |        |
|         | Auguste Laval                               | 1905 - 1915      |        |
|         | Édouard Hemmer                              | 1915 - 1917      |        |
|         | François Altwies                            | 1917 - 1925      | PD     |
|         | René Blum                                   | 1925 - 1926      | AP     |
|         | Émile Reuter                                | 1926 - 1944      | PD     |
|         | Nicolas Wirtgen                             | 1944 - 1945      | CSV    |
|         | Émile Reuter                                | 1945 - 1958      | CSV    |
|         | Joseph Bech                                 | 1959 - 1964      | CSV    |
|         | Victor Bodson                               | 1964 - 1967      | LSAP   |
|         | Romain Fandel                               | 1967 - 1969      | LSAP   |
|         | Pierre Grégoire                             | 1969 - 1974      | CSV    |
|         | Antoine Wehenkel                            | 1974 - 1975      | LSAP   |
|         | René Van Den Bulcke                         | 1975 - 1979      | LSAP   |
|         | Léon Bollendorff                            | 1979 - 1989      | CSV    |
|         | Erna Hennicot-Schoepges                     | 1989 - 1995      | CSV    |
|         | Jean Spautz                                 | 1995 - 2004      | CSV    |
|         | Jean Asselborn                              | 2004             | LSAP   |
|         | Lucien Weiler                               | 2004 - 2009      | CSV    |
|         | Laurent Mosar                               | 2009 - 2013      | CSV    |
|         | Mars Di Bartolomeo                          | 2013 - 2018      | LSAP   |
|         | Fernand Etgen                               | 2018 - 2023      | DP     |
|         | Claude Wiseler                              | sinds 2023       | CSV    |